# Orbieu
L'Orbieu è un fiume che scorre in Francia nel dipartimento dell'Aude, nella zona centro-sud del paese.

## Percorso
Il fiume nasce dal Fourtou, nelle Corbières e scorre in direzione nord-est. L'Orbieu è un affluente di destra dell'Aude in cui si immette nei pressi di Raissac-d'Aude e Marcorignan, a nord-ovest di Narbonne.

## Comuni attraversati
Lungo il suo cammino incontra i seguenti comuni dalla sorgente alla foce: Fourtou, Auriac, Lanet, Montjoi, Vignevieille, Mayronnes, Saint-Martin-des-Puits, Saint-Pierre-des-Champs, Lagrasse, Ribaute, Camplong-d'Aude, Fabrezan, Ferrals-les-Corbières, Lézignan-Corbières, Luc-sur-Orbieu, Cruscades, Ornaisons, Névian, Villedaigne, Raissac-d'Aude, Marcorignan